# Вилхелм фон Хоенцолерн
Вилхелм Август Карл Йозеф Петер Фердинанд Бенедикт фон Хоенцолерн (на немски: Wilhelm August Karl Joseph Peter Ferdinand Benedikt Fürst von Hohenzollern; * 7 март 1864, дворец Бенрат, Дюселдорф; † 22 октомври 1927, Зигмаринген) от род Хоенцолерн, е последният княз на Хоенцолерн (1905 – 1918) и кралски пруски генерал (13 септември 1913).

## Живот
Той е най-големият син на княз Леополд фон Хоенцолерн-Зигмаринген (1835 – 1905) и съпругата му инфанта Антония Мария Португалска (1845 –1913), дъщеря на кралица Мария II от Португалия (1819 – 1853) и принц Фердинанд II фон Саксония-Кобург-Заалфелд (1816 – 1885). Брат е на Фердинанд I (1865 – 1927), крал на Румъния (1914 – 1927), и на Карл Антон (1868 – 1919), принц на Хоенцолерн-Зигмаринген, пруски генерал-лейтенант.
След края на войната и обявяването на републиката през ноември 1918 г. една делегация предлага на княз Вилхелм на 13 ноември 1918 г. да се откаже от правата и финансовата подкрепа, за да се предпази дворец Зигмаринген от вероятно въоръжено нападение.
Вилхелм фон Хоенцолерн умира на 63 години на 2 октомври 1927 г. в Зигмаринген.
През 1906 г. Вилхелм фон Хоенцолерн получава големия кръст на ордена на Вюрембергската корона.

## Фамилия
Първи брак: на 27 юни 1889 г. в Зигмаринген с принцеса Мария-Тереза Бурбон-Сицилианска (* 15 януари 1867, Цюрих; † 1 март 1909, Кан), внучка на краля на Двете Сицилии Фердинанд II (1810 – 1859), дъщеря на принц Лудвиг Бурбон-Сицилиански (1838 – 1886), граф де Трани, и принцеса Матилда Лудовика Баварска (1843 – 1925). След тежка болест съпругата му Мария Тереза умира на 1 март 1909 г. на 42 години в Кан. Те имат децата:
- Августа Виктория (* 19 август 1890; † 29 август 1966), омъжена I. на 4 септември 1913 г. в Зигмаринген за бившия крал Мануел II Португалски (1889 – 1932), II. на 23 април 1939 г. в Орзинген за граф Карл Роберт Дуглас фон Лангенщайн (1880 – 1955)
- Фридрих Виктор (* 30 август 1891; † 6 февруари 1965), княз, шеф на бившия княжески род Хоенцолерн, женен на 2 юни 1920 г. в Сибиленорт за Маргарета Карола Саксонска (* 24 януари 1900; † 16 октомври 1962), дъщеря на крал Фридрих Август III Саксонски (1865 – 1932) и Луиза Австрийска-Тоскана (1870 – 1947)
- Франц Йозеф (* 30 август 1891; † 3 април 1964), принц на Хоенцолерн-Емден, женен на 25 май 1921 г. за принцеса Мария Аликс Саксонска (1901 – 1990), дъщеря на крал Фридрих Август III Саксонски и Луиза от Австрия-Тоскана

Втори брак: на 20 януари 1915 г. в Мюнхен с принцеса Аделгунда Баварска (* 17 октомври 1870, Мюнхен или при Линдау; † 4 януари 1958, Зигмаринген), най-голямата дъщеря на крал Лудвиг III Баварски (1845 – 1921), последният крал на Бавария от (1913 – 1918), и ерцхерцогиня Мария Тереза Австрийска-Есте, принцеса на Модена (1849 – 1919). Бракът е бездетен.